# Globimetula mweroensis
Globimetula mweroensis är en tvåhjärtbladig växtart som först beskrevs av John Gilbert Baker, och fick sitt nu gällande namn av Danser. Globimetula mweroensis ingår i släktet Globimetula och familjen Loranthaceae. Inga underarter finns listade i Catalogue of Life.